# Антосино (Гродненская область)
Антоси́но (бел. Антасі́на) — деревня в Сморгонском районе Гродненской области Белоруссии.
Входит в состав Вишневского сельсовета.
Расположена у восточной границы района. Расстояние до районного центра Сморгонь по автодороге — около 33 км, до центра сельсовета агрогородка Вишнево  по прямой — около 4 км. Ближайшие населённые пункты — Осиновка, Светиловичи, Стасино. Площадь занимаемой территории составляет 0,0804 км², протяжённость границ 1700 м.

## История
Деревня отмечена на карте 1850 года как фольварк Антосина в составе Вишневской волости Свенцянского уезда Виленской губернии. После Советско-польской войны, завершившейся Рижским договором, в 1921 году Западная Белоруссия отошла к Польской Республике и деревня была включена в состав новообразованной сельской гмины Вишнев Свенцянского повета Виленского воеводства. 1 января 1926 года гмина Вишнево была переведена в состав Вилейского повета
В 1938 году застенок Антосино насчитывал 10 дымов (дворов) и 43 души.
В 1939 году, согласно секретному протоколу, заключённому между СССР и Германией, Западная Белоруссия оказалась в сфере интересов советского государства и её территорию заняли войска Красной армии. Деревня вошла в состав новообразованного Сморгонского района Вилейской области БССР. После реорганизации административного-территориального деления БССР деревня была включена в состав новой Молодечненской области в 1944 году. В 1960 году, ввиду новой организации административно-территориального деления и упразднения Молодечненской области, Антосино вошло в состав Гродненской области.

## Население
Согласно переписи население деревни в 1999 году насчитывало 10 человек.

## Транспорт
Автодорогой местного значения Н20010 Антосино связано с автомобильной дорогой Вишнево — Войстом — Рацевичи.
С райцентром деревня связана регулярными автобусными маршрутами:
- Сморгонь — Вишнево
- Сморгонь — Свайгини

## Достопримечательности
В деревне находится придорожная часовня постройки XIX века, также вдоль автодороги в сторону деревни Светиловичи находятся остатки немецких фортификационных сооружений времён Первой мировой войны.